# Burham
Burham est une localité du Kent, au Royaume-Uni. D'après le recensement de 2011, sa population était d'environ 1 200 habitants.